# Dialogues des morts (Fénelon)
Pour les articles homonymes, voir Dialogue des morts.
Le Dialogues des morts est un ouvrage de François de Salignac de La Mothe-Fénelon dit Fénelon, publié en 1712. Il s'inspire dans son principe de l'ouvrage homonyme de Lucien de Samosate.

## Historique
En 1689, le duc de Beauvilliers, nommé gouverneur du duc de Bourgogne, proposa Fénelon pour la place de précepteur. Celui-ci s'associa son neveu l'abbé de Beaumont, l'abbé Langeron et l'abbé Fleury. Louis, duc de Bourgogne, venait d'avoir sept ans et sa première enfance avait été orageuse. « M. le duc de Bourgogne, dit Saint-Simon, naquit terrible, et sa première jeunesse fit trembler». Fénelon entreprit de discipliner cette nature rebelle.
Fénelon fait se rencontrer aux enfers des personnages qui furent contemporains ou non, anciens ou modernes, parfois très inattendus : Confucius et Socrate, César et Alexandre, Charles Quint et François 1er.
« Autant la recherche et l'affectation du bel esprit se font sentir dans les dialogues de Fontenelle et jusque dans le choix des interlocuteurs qui, toujours opposés deux à deux, ressemblent à des abstractions plus qu'à des hommes vivants ou morts, autant il y a dans ceux de Fénelon de naturel et de laisser-aller...Fénelon, en écrivant ces feuilles détachées, ne songeait point à faire un livre; il écrivait au jour le jour et selon l'occasion, pour faire passer sous les yeux de son élève d'utiles enseignements, ou afin que les grands événements de l'histoire, présentés sous une forme plus vive, laissassent une trace plus durable dans ce jeune esprit. »

## Liste des dialogues
Les noms propres sont écrits tels qu'orthographiés dans l'ouvrage.
1. Mercure et Charon. Comment ceux qui sont préposés à l'éducation des princes doivent travailler à corriger leurs vices naissants et à leur inspirer les vertus de leur état.
2. Hercule et Thésée. Les reproches que se font ici les deux héros en apprennent l'histoire et le caractère d'une manière courte et ingénieuse.
3. Le centaure Chiron et Achille. Peinture vive des écueils d'une jeunesse bouillante dans un prince né pour commander.
4. Achille et Homère. Manière aimable de faire naître dans le cœur d'un jeune prince l'amour des belles-lettres et de la gloire.
5. Ulysse et Achille. Caractères de ces deux guerriers.
6. Ulysse et Grillus
7. Confucius et Socrate
8. Romulus et Rémus
9. Romulus et Tatius
10. Romulus et Numa Pompilius
11. Xerxès et Léonidas
12. Solon et Pisistrate
13. Solon et Justinien
14. Démocrite et Héraclite
15. Hérodote et Lucien
16. Socrate et Alcibiade
17. Socrate et Alcibiade
18. Socrate, Alcibiade et Timon
19. Périclès et Alcibiade
20. Mercure, Charon et Alcibiade
21. Denys, Pythias et Damon
22. Dion et Gélon
23. Platon et Denys le tyran
24. Platon et Aristote
25. Alexandre et Aristote
26. Alexandre et Clitus
27. Alexandre et Diogène
28. Denys l’Ancien et Diogène
29. Pyrrhon et son voisin
30. Pyrrhus et Démétrius Poliorcète
31. Démosthène et Cicéron
32. Cicéron et Démosthène
33. Cicéron et Démosthène
34. Marcus Coriolanus et F. Camillus
35. F. Camillus et Fabius Maximus
36. Fabius Maximus et Annibal
37. Rhadamante, Caton le Censeur, et Scipion l'Africain
38. Scipion et Annibal
39. Annibal et Scipion
40. Lucullus et Crassus
41. Sylla, Catilina et César
42. César et Caton
43. Caton et Cicéron
44. César et Alexandre
45. Pompée et César
46. Cicéron et Auguste
47. Sertorius et Mercure
48. Le jeune Pompée et Ménas, affranchi de son père
49. Caligula et Néron
50. Antonin Pie et Marc Aurèle
51. Horace et Virgile
52. Parrhasius et Poussin
53. Léonard de Vinci et Poussin
54. Léger et Ébroïn
55. Le Prince de Galles et Richard son fils
56. Charles VII et Jean, duc de Bourgogne
57. Louis XI et le cardinal Bessarion
58. Louis XI et le cardinal Balue
59. Louis XI et Philippe de Commines
60. Louis XI et Charles, duc de Bourgogne
61. Louis XI et Louis XII
62. Le connétable de Bourbon et Bayard
63. Henri VII et Henri VIII d’Angleterre
64. Louis XII et François premier
65. Charles-Quint et un jeune moine de Saint-Just
66. Charles-Quint et François premier
67. Henri III et la duchesse de Montpensier
68. Henri III et Henri IV
69. Henri IV et le duc de Mayenne
70. Sixte-Quint et Henri IV
71. Les cardinaux Ximénès et de Richelieu
72. La reine Marie de Médicis et le cardinal de Richelieu
73. Le cardinal de Richelieu et le chancelier Oxenstiern
74. Les cardinaux de Richelieu et Mazarin
75. Louis XI et l’empereur Maximilien
76. François premier et le connétable de Bourbon
77. Philippe II et Philippe III
78. Aristote et Descartes
79. Harpagon et Dorante. Contre l'avarice, qui fait négliger à un père de famille l'éducation et l'honneur de ses enfants.

## Dialogues similaires dans la littérature
- Dialogues des morts de Lucien de Samosate (IIe siècle)
- Dialogue des morts de Bernard Le Bouyer de Fontenelle (1683)
- Dialogue aux enfers entre Machiavel et Montesquieu, de Maurice Joly (1864)
- 1802 - Dialogue des morts, d'Ernest Renan (1886)[2]